# Al Lowe
Al Lowe, född 24 juli 1946, är en amerikansk musiker och speldesigner/programmerare som har utvecklat flera äventyrsspel, främst för Sierra On-Line. Han är mest känd för att ha skapat datorspelsserien Leisure Suit Larry.

## Karriär
Lowe började sin karriär som musiklärare i "public school", vilket han sysslade med i 15 år. Efter det, bestämde han sig för att lära sig om programmering, och 1982 skapade han tre spel till Apple II: Dragon's Keep, Bop-A-Bet och Troll's Tale. Sierra köpte upp de tre spelen 1983, och efter det jobbade Lowe som programmerare, musiker och speldesigner för dem i 16 år.
Hans första projekt på Sierra inkluderade äventyrsspelen Winnie the Pooh in the Hundred Acre Wood, Donald Duck's Playground och The Black Cauldron, som alla var baserade på olika Disneyfilmer och franchiser. 1986 var han huvudprogrammerare för spelen King's Quest III: To Heir Is Human och Police Quest: In Pursuit of the Death Angel, och komponerade musik till andra Sierra-spel.
Lowe är bäst känd för sin äventyrsspelserie Leisure Suit Larry och dess signaturmelodi, som han komponerade. Efter succén med Larry, designade Lowe även spel såsom Torin's Passage och Freddy Pharkas: Frontier Pharmacist, det senare tillsammans med Josh Mandel.
1994 flyttade han med sin familj till Seattle, där han antogs ha gått i pension 1998. I en intervju 2006, avslöjade Lowe att han faktiskt inte var pensionerad, utan hade tillbringat mer än ett år med att i hemlighet designa ett nytt spel vid namn Sam Suede: Undercover Exposure. Spelet skulle ha varit ett action-komedispel utvecklat av Ibase Entertainment, ett företag Lowe hade grundat tillsammans med Ken Wegrzyn. Då de inte lyckades hitta en utgivare som var villig att göra reklam för och distribuera spelet, blev de tvungna att stänga ned Ibase i december 2006. Efter detta, uttryckte Lowe allvarliga tvivel över huruvida han någonsin skulle komma tillbaka till spelindustrin igen.
2010 producerade och regisserade Lowe Al Lowe's Comedy Club, ett humorspel utvecklat av The Binary Mill för IOS-enheter.
Lowe har blivit rekryterad av Replay Games för att göra HD-remaker av de sex första Leisure Suit Larry-spelen. Hittills har bara en remake släppts, då 2013.